# Großstadtlyrik
Großstadtlyrik bezeichnet Lyrik, die das Leben in einer Großstadt thematisch behandelt und/oder in ihrer Form von diesem geprägt ist. Letzteres bedeutet, dass die Großstadt in formaler Hinsicht bedeutend ist: Neuartige bzw. verändernde Wahrnehmungsformen und ambivalente Erfahrungszusammenhänge im urbanen Raum (z. B. Pluralismus, Simultanität, Vermassung, Anonymisierung) tragen hier insbesondere zur Entwicklung moderner ästhetischer Darstellungsweisen (z. B. Polyperspektivität oder Fragment) bei.

## Deutschsprachige Großstadtlyrik

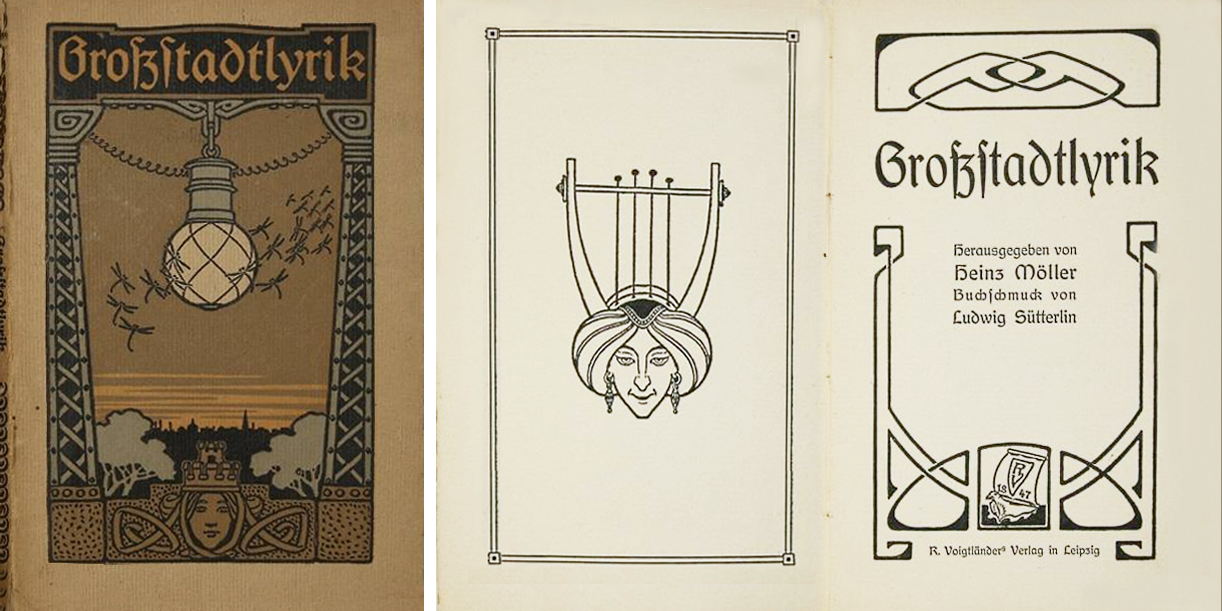
Die erste Anthologie 1903 mit Buchschmuck von L. Sütterlin

Der deutschsprachige Begriff der Großstadtlyrik entstand während der Jahrhundertwende um 1900. Im Jahr 1903 gab Heinz Möller die erste Anthologie zu diesem Thema heraus. Allerdings entwickelt sich deutschsprachige Großstadtlyrik bereits im Verlauf der 1880er Jahre. Damit fällt die Entstehung deutschsprachiger Großstadtlyrik in die Epoche des Naturalismus. Naturalisten wie Otto Erich Hartleben oder Johannes Schlaf illustrieren anhand der Großstadt Lebensgefühle und Wahrnehmungen der Moderne. Themen, die von den nach Objektivität strebenden Naturalisten aufgenommen werden, behandeln Vermassung, soziales Elend und das ohnmächtige Individuum.
Die erste 1903 erschienene Anthologie deutschsprachiger Großstadtlyrik enthält jedoch eher Gedichte aus den Gegenbewegungen des Naturalismus, die weniger an sich um Objektivität bemühenden Wahrnehmungsmustern als vielmehr am individuellen Empfinden des Subjektes orientiert sind. Dagegen werden in der zweiten deutschsprachigen Lyrikanthologie vor allem naturalistische Gedichte aufgenommen. Schließlich findet sich Großstadtlyrik des Expressionismus in der 1920 herausgegebenen Sammlung Menschheitsdämmerung. Die Großstadt steht hier im Zentrum subjektiver Bewusstseinsstrukturen. In den expressionistischen Gedichten des frühen Gottfried Benns oder Georg Trakls wird der Erfahrungsraum der Großstadt sowohl mit Endzeitsgefühlen als auch mit Fortschrittsvisionen verknüpft. Im Jahr 1931 erscheint eine weitere Großstadtanthologie, die Gedichte von Bertolt Brecht, Erich Kästner, Joachim Ringelnatz und anderen enthält. So finden sich hier weder naturalistische noch expressionistische lyrische Behandlungen der Großstadt. Die hier anzutreffenden Autoren der Neuen Sachlichkeit legen den Schwerpunkt auf die Aktualität und die Anwendbarkeit ihrer literarischen Bearbeitungen politischer, sozialer und wirtschaftlicher Themen. Diese Phase wird auch als Hochphase der Großstadtlyrik beschrieben und bringt Autoren wie Mascha Kaléko hervor. Mit dem Machtantritt der Nationalsozialisten findet diese Phase ihr Ende. Nach Kriegsende findet das Thema der Großstadt wieder Eingang in die Lyrik. Nun steht diese symbolisch für die vom Krieg hinterlassenen Ruinenfelder.
An der Wende vom 20. zum 21. Jahrhundert erfährt das literarische Subgenre Großstadtlyrik eine bemerkenswerte Erneuerung und Erweiterung seiner Thematik. Ende der 1980er Jahre aktualisierte und modernisierte zunächst vor allem Durs Grünbein mit seinen Berlin-Gedichten die herkömmliche Großstadtlyrik. Anschließend gestaltete der Dichter Thomas Kling mit seinen sprachbewussten Texten inhaltlich eine Transformation von der Stadtlandschaft zur Sprachlandschaft, die er insbesondere an den Städten Düsseldorf, Köln und Wien konkretisiert umsetzte. Mit Beginn des 21. Jahrhunderts vollzieht sich der Wandel vom lokalen zum globalen Fokus. Die aktuelle Gegenwartslyrik fokussiert den urbanen Raum deutlich in seiner Globalität. Dies lässt sich als Merkmal der neueren Großstadtlyrik festhalten.

## Europäische Großstadtlyrik
Das im Verlauf des 18. Jahrhunderts einsetzende Phänomen der Modernisierung sowie die damit zusammenhängenden Prozesse der Verstädterung schlugen sich in Europa zunächst dort nieder, wo diese Prozesse zuerst einsetzten: in England und Frankreich. In der englisch- und französischsprachigen Literatur finden sich insbesondere lyrische Behandlungen der Metropolen London und Paris. Charles Baudelaire gilt bei manchen mit seinem Gedicht Spleen de Paris von 1859 als erster Großstadtlyriker der Weltliteratur. Die später einsetzende Entwicklung deutschsprachiger Großstadtlyrik korrespondiert mit den im Vergleich zu England und Frankreich später einsetzenden Industrialisierungs- und Verstädterungsprozessen.
Anhand französischsprachiger Großstadtlyrik zeichnet Florian A. Henke nach, dass der Großstadt insbesondere eine formale Bedeutung zukommt: „Die neuartigen Formen der Wahrnehmung im urbanen Raum lassen die semantische Fixierung der komplexen Wirklichkeit prekär werden und tragen wesentlich zur Entwicklung moderner ästhetischer Darstellungsweisen wie Kontextsimultaneität, Polyperspektivität und Fragment bei, die eng mit dem dynamisierten Sehen in der Großstadt verbunden sind. Im Text kommt es dadurch zu charakteristischen Überlagerungen von Wahrnehmung und Reflexion.“

## Kritik
Ellen Lissek-Schütz urteilt in ihrer Reflexion zur Großstadtlyrik, welche 1989 erschienen ist, dass gegenwärtige Großstadtlyrik „langweilig“ geworden sei. Dagegen kommt Waltraud Wende zu dem Schluss, dass Großstadtlyrik „auch heute noch Impulsgeber für eine reiche Palette poetischer Artikulationsversuche ist.“ In diesem Zusammenhang machte Burkhard Meyer-Sickendiek den Vorschlag, die stark von der expressionistischen Großstadtlyrik geprägten Wertungskriterien – insbesondere der "Ich-Dissoziation" – mit Blick auf postmoderne Lyrik zu ersetzen durch Konzepte einer eher "immersiven" Erfahrung urbaner Räume.

## Zitate
- „Um eines Verses willen, muß man viele Städte sehen[.]“ (Rainer Maria Rilke)[11]
- „Er saß in der großen Stadt Berlin | an einem kleinen Tisch. | Die Stadt war groß, auch ohne ihn. | Er war nicht nötig, wie es schien. | Und rund um ihn war Plüsch.“ (Erich Kästner)[12]